# Јефрем Кијевски
Митрополит Јефрем (XI век) - митрополит кијевски у периоду од 1054/1055 - 1065. године.
О митрополиту Јефрему сачувано је мало података. Познато је да је пореклом Грк.
Био је кијевски митрополит од 1054/1055. до приближно 1065. године, а истовремено је био и члан царског Сената са високим дворским чином πρωτοπροεδρος (можда чак и протопроедрос тон протосинкеллон), што се види из оловног натписа на печату који му је припадао.
Године 1055. епископ новгородски Лука Жидијата је оклеветан пред митрополитом Јефремом од свог роба. Митрополит је позвао Луку у Кијев и осудио га. Три године касније испоставило се да је епископ оклеветан, а митрополит Јефрем пустио је из затвора Високопреосвећеног Луку, а његове клеветнике строго казнио.
Јефрем је 4. новембра непознате године поново освештао Саборни храм Свете Софије у Кијеву.